# Cross Church (Cross)

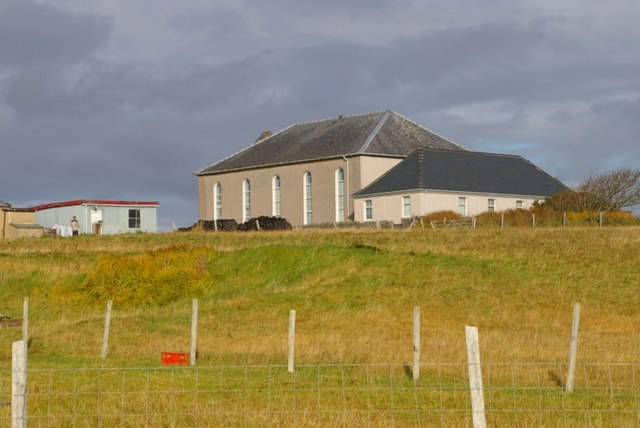
Blick von Süden auf die Cross Church

Die Cross Church ist ein Kirchengebäude der presbyterianischen Church of Scotland in der Ortschaft Cross auf der schottischen Hebrideninsel Lewis and Harris. 1993 wurde das Gebäude in die schottischen Denkmallisten in der Kategorie B aufgenommen. Das zugehörige ehemalige Pfarrhaus ist separat als Kategorie-B-Bauwerk geschützt.

## Geschichte
Das Gebäude wurde um 1910 errichtet. Bauherr war die Free Church of Scotland. Die Kircheneröffnung fällt in denselben Zeitraum wie die der Barvas Parish Church und der Knock Church, zu deren Gebäuden stilistische Parallelen bestehen. Später ging das Gebäude an die Church of Scotland über, die es bis heute nutzt. Die örtliche Gemeinde Free Church nutzt heute ein nahegelegenes Gebäude.
Das Pfarrhaus wurde im Jahre 1829 für eine Vorgängerkirche eingerichtet. Es wurde auf Basis des Standardentwurfs Thomas Telfords für Pfarrhäuser in entlegenen Regionen erbaut. Die Baukosten mitsamt des zwischenzeitlich abgebrochenen Kirchengebäudes betrugen 1470 £. 1852 wurde das Gebäude als leerstehend beschrieben.

## Beschreibung
Die Cross Church befindet sich abseits der A857 im Zentrum von Cross. Es handelt sich um eine schlichte Saalkirche mit abschließendem schiefergedeckten Walmdach. Der Baukörper ist 3 × 5 Achsen weit. An der nordwestexponierten Hauptfassade flankieren längliche Rundbogenfenster das zentrale, rundbogige Hauptportal. Vor dem Walm sitzt ein kleiner Dachreiter, welcher ehemals das offene Geläut trug. In die Seitenfassaden sind hohe Rundbogenfenster eingelassen. Entlang der rückwärtigen Fassade erstreckt sich der Gemeindesaal.

### Pfarrhaus
Das Pfarrhaus steht weitgehend isoliert rund 800 Meter nördlich der Kirche. Die Hauptfassade des zweigeschossigen Gebäudes ist drei Achsen weit. Entlang der Gebäuderückseite erstreckt sich ein flacher Baukörper, der mit einem Walmdach schließt. Er setzt sich zu beiden Seiten fort und trägt links die nicht im Originalzustand befindliche Eingangstüre. Entlang der Fassaden sind vierflächige Sprossenfenster eingelassen. Die Fassaden sind mit Harl verputzt. Das abschließende schiefergedeckte Satteldach ist mit giebelständigen Kaminen ausgeführt.